# Маунтлејк Терас (Вашингтон)
Маунтлејк Терас (енгл. Mountlake Terrace) град је у америчкој савезној држави Вашингтон. По попису становништва из 2010. у њему је живело 19.909 становника.

## Демографија
Према попису становништва из 2010. у граду је живело 19.909 становника, што је 453 (2,2%) становника мање него 2000. године.
| Група             | 2000.          | 2010.          |
| Белци             | 15.316 (75,2%) | 13.390 (67,3%) |
| Афроамериканци    | 514 (2,5%)     | 853 (4,3%)     |
| Азијати           | 2.167 (10,6%)  | 2.221 (11,2%)  |
| Хиспаноамериканци | 1.151 (5,7%)   | 2.100 (10,5%)  |
| Укупно            | 20.362         | 19.909         |